# Infosura
La infosura es la inflamación de las partes blandas encerradas en el casco de los animales ungulados, precedida del aflujo de mucha sangre y que cursa con mucho dolor y claudicación del animal.
Aunque la padecen también el buey, vaca, oveja, cabra, y cerdo, es más importante en el caballo que en ningún otro, debido a la pérdida deportiva del mismo. Se presenta con más frecuencia en las manos que en los pies, no siendo raro que ataque a los cuatro miembros o que se limite a uno solo. Suele depender de los trabajos excesivos o continuados, de carreras rápidas en terrenos secos y pedregosos, después de mucho descanso, de padecer dolores que impiden al animal echarse, de estar los animales acalorados y dejarlos a la corriente del aire o en un paraje frío, de una indigestión producida por cebada nueva (lo que dio lugar a que los antiguos llamaran á la infosura hordeatio) así como por el trigo o centeno espigados o recién cosechados. 
Puede ser aguda y crónica o presentarse con síntomas o señales alarmantes e intensos o de una manera más moderada, en cuyo caso dura más tiempo. En todos hay mucho calor en el casco, dolor grande que obliga al animal a apoyarse en los remos sanos; así es que cuando ocupa las manos estas se dirigen hacia adelante, verificándose el apoyo con los pies que los dirige debajo del cuerpo. El aplomo es falso, la actitud defectuosa y característica lo mismo que la manera de andar, pues lo hace con dificultad y vacilando; el caballo teme apoyar los cascos en el suelo lo que hace muy despacio y con grandísima precaución apoyando primero los talones para evitar el dolor que experimentaría si lo hiciera con todo el casco. Este modo de caminar es especial y característico del mal y basta haber visto un caballo infosado de las manos para no confundirlo con nada. Cuando los pies son los atacados, se dirigen hacia adelante y las manos lo efectúan hacia atrás para soportar el peso del cuerpo; esta postura dificulta la marcha y origina por lo común que las manos también enfermen, en cuyo caso, no pudiendo sostenerse de pie, está casi siempre echado. Esta enfermedad si se descuida acarrea las consecuencias más funestas pues casi inutiliza a los animales por la deformación del casco y pérdida de situación de los huesos que encierra; es también la causa del hormiguillo.